# Lei da probabilidade total
Em teoria das probabilidades, a lei da probabilidade total é uma regra fundamental que relaciona probabilidades marginais e probabilidades condicionais. Ela expressa a probabilidade total de um resultado que pode ser realizado através de vários eventos distintos.

## Expressão Formal
A lei da probabilidade total é a proposição de que se {\displaystyle \left\{{B_{n}:n=1,2,3,\ldots }\right\}} é uma partição finita ou infinita contável de um espaço amostral, i.e. um conjunto de eventos disjuntos pares cuja união é todo o espaço da amostra, e cada evento Bn é mensurável, então, para qualquer evento A do mesmo espaço de probabilidade:
{\displaystyle \Pr(A)=\sum _{n}\Pr(A\cap B_{n})\,}
ou, alternativamente,
{\displaystyle \Pr(A)=\sum _{n}\Pr(A\mid B_{n})\Pr(B_{n}),\,}
onde, para qualquer {\displaystyle n\,} para que {\displaystyle \Pr(B_{n})=0\,} estes termos são omitidos na soma, pois {\displaystyle \Pr(A\mid B_{n})\,} é finito.
A soma pode ser interpretada como uma média ponderada e, por isso, a probabilidade marginal {\displaystyle \Pr(A)} pode ser chamada de "probabilidade média" ("average probability", em inglês).
A lei da probabilidade total também pode ser indicada para probabilidades condicionais. Tomando o mesmo {\displaystyle B_{n}} acima, e assumindo que {\displaystyle C} é um evento independente com qualquer dos eventos de {\displaystyle B_{n}}:
{\displaystyle \Pr(A\mid C)=\sum _{n}\Pr(A\mid C\cap B_{n})\Pr(B_{n}\mid C)=\sum _{n}\Pr(A\mid C\cap B_{n})\Pr(B_{n})}

## Expressão Informal
A expressão matemática acima pode ser interpretada da seguinte forma: "Dado um resultado {\displaystyle A}, com probabilidades condicionais conhecidas dado qualquer evento de {\displaystyle B_{n}}, cada um com sua probabilidade, qual é a probabilidade total de que {\displaystyle A} vai acontecer?". A resposta para esta questão é {\displaystyle \Pr(A)}.

## Exemplo
Suponha que duas fábricas forneçam lâmpadas para o mercado. As lâmpadas da fábrica X trabalham por mais de 5 000 horas em 99% dos casos, enquanto as lâmpadas de Y trabalham por mais de 5 000 horas em 95% dos casos. Sabe-se que a fábrica X fornece 60% das lâmpadas. Qual é a chance de que a lâmpada comprada irá funcionar por mais de 5 000 horas?
Aplicando a lei da probabilidade total, nós temos:
{\displaystyle {\Pr(A)=\Pr(A|B_{1})}\cdot {\Pr(B_{1})}+{\Pr(A|B_{2})}\cdot {\Pr(B_{2})}={99 \over 100}\cdot {6 \over 10}+{95 \over 100}\cdot {4 \over 10}={{594+380} \over 1000}={974 \over 1000}},
onde
- {\displaystyle \Pr(B_{1})={6 \over 10}} é a probabilidade que a lâmpada comprada foi feita pela fábrica X
- {\displaystyle \Pr(B_{2})={4 \over 10}} é a probabilidade que a lâmpada comprada foi feita pela fábrica Y
- {\displaystyle \Pr(A|B_{1})={99 \over 100}} é a probabilidade que a lâmpada feita por X vai funcionar por mais de 5 000 h
- {\displaystyle \Pr(A|B_{2})={95 \over 100}} é a probabilidade que a lâmpada feita por Y vai funcionar por mais de 5 000 h

Assim, cada lâmpada comprada tem uma chance de 97,4% para o trabalho por mais de 5 000 horas.

## Aplicações
Uma aplicação comum da lei é o lugar onde os eventos coincidem com uma variável aleatória discreta X tomando cada valor em sua faixa, ou seja, {\displaystyle B_{n}} é o evento {\displaystyle X=x_{n}}. Segue-se que a probabilidade do evento A é igual ao valor esperado das probabilidades condicionais de um dado {\displaystyle X=x_{n}}. Isto é,
{\displaystyle \Pr(A)=\sum _{n}\Pr(A\mid X=x_{n})\Pr(X=x_{n})=\operatorname {E} [\Pr(A\mid X)],}
em que {\displaystyle Pr(A|X)} é a probabilidade condicional de um dado valor da variável aleatória X. Esta probabilidade condicional é uma variável aleatória cujo valor depende de X. A probabilidade condicional {\displaystyle Pr(A|X=x)} é simplesmente uma probabilidade condicional de um evento, [X = x]. Sendo uma função de x, por exemplo {\displaystyle g(x)=Pr(A|X=x)}. Então a probabilidade condicional Pr(A|X) é g(x), portanto, uma variável aleatória. Esta versão da lei da probabilidade total diz que o valor esperado da variável aleatória é o mesmo que Pr(A).
Este resultado pode ser generalizado para variáveis aleatórias contínuas, e a expressão se torna
{\displaystyle \Pr(A)=\operatorname {E} [\Pr(A\mid {\mathcal {F}}_{X})],}
onde {\displaystyle {\mathcal {F}}_{X}} denota a sigma-álgebra gerada pela variável aleatória X.

## Outros Nomes
O termo lei da probabilidade total também é conhecido como lei das alternativas, que é um caso especial da lei da probabilidade total aplicado à variáveis aleatórias discretas. Um autor ainda utiliza a terminologia "lei contínua de alternativas", no caso contínuo. Este resultado é dado por Geoffrey Grimmett e Welsh como o teorema de partição, um nome que eles também dão à lei de expectativa total.